# Cheilosia
Chilosia
Genre
Synonymes
- Chilosia Meigen, 1822[1]

Cheilosia est un genre d'insectes diptères brachycères de la famille des Syrphidae.

## Taxonomie
Près de 300 espèces de Cheilosia paléarctiques sont répertoriées en 1988, dont 175 en Europe. En 2010, 439 espèces sont connues dans le monde entier, ce à quoi se rajoutent 6 espèces, qui portent le nombre total à 445.
Néanmoins, la liste des espèces du paléarctique est truffée de synonymes et de descriptions confuses ininterprétables, 40 noms étant par exemple classés soit comme synonymes, soit comme nomen dubium en 2007. De plus, deux nomenclatures différentes se sont développées en Europe et en Asie orientale, des espèces pouvant dès lors être décrites conjointement dans les deux régions. Le tri et la stabilisation de la taxonomie européenne est en cours ; par exemple : la classification selon les larves, celle des espèces du Nord de l'Europe et celle des espèces aux pattes noires et aux yeux nus nommées  « groupe C. caerulescens ». Une classification sous-générique est mise en place en 2002.

## Description
Les espèces du genre Cheilosia sont des mouches aux yeux à facettes égales et la plupart du temps velus, attenants chez le mâle et séparés chez la femelle. La face est munie d'une protubérance médiane plus ou moins développée, d'un épistome étroit, plus ou moins saillant en avant, distinct de la partie inférieure. Quant au thorax, il montre un scutellum à la partie inférieure ornée d'une frange de cils dressés. Les ailes sont bien développées et présentent une vena spuria faible, cette dernière caractéristique étant typique des Syrphidae. Certaines espèces, telles que Cheilosia illustrata, miment des hyménoptères.

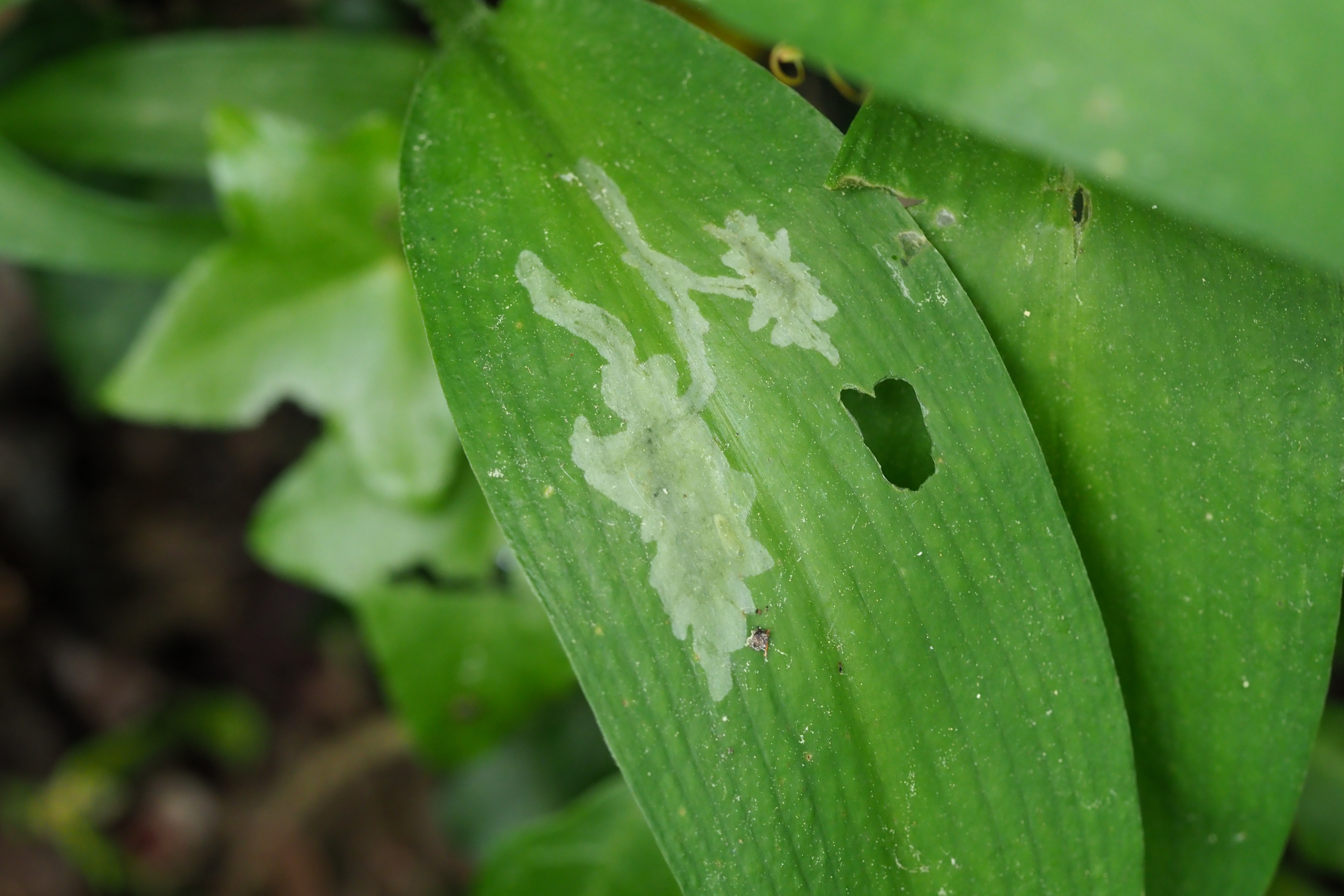
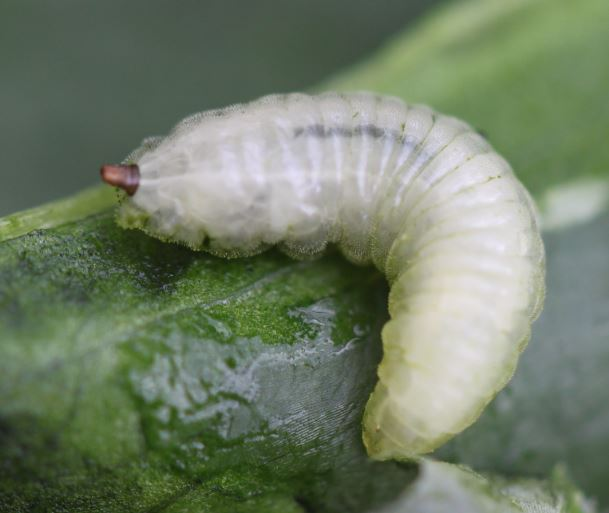
Larve Cheilosia fasciata
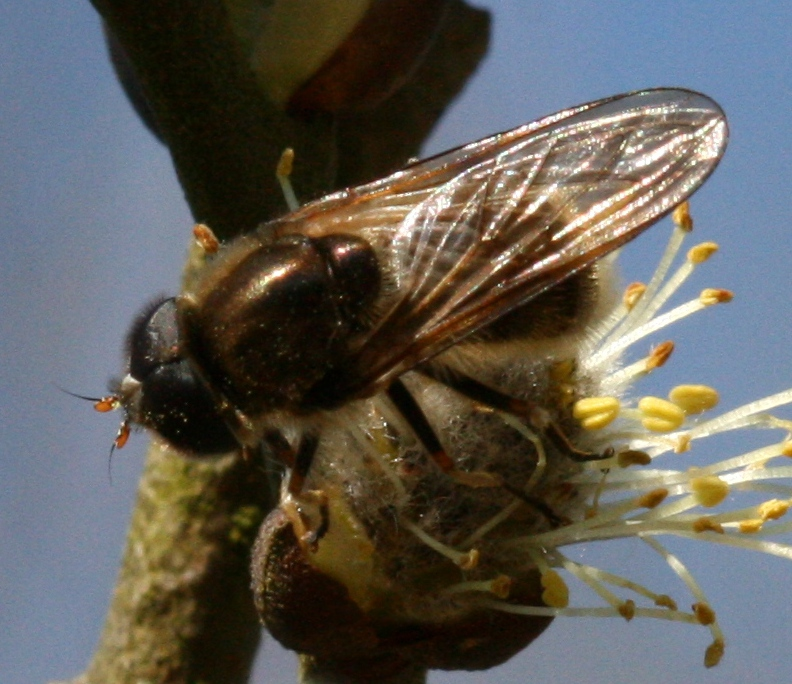
Mâle Cheilosia albipila (noter les yeux rapprochés)
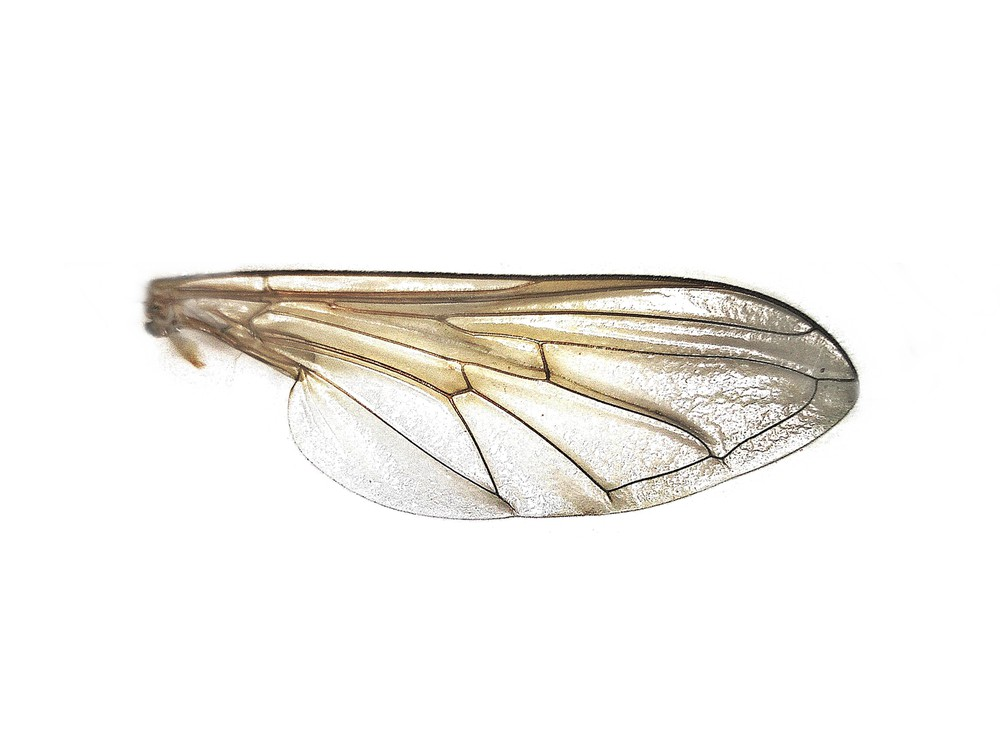
Aile d'une femelle Cheilosia canicularis
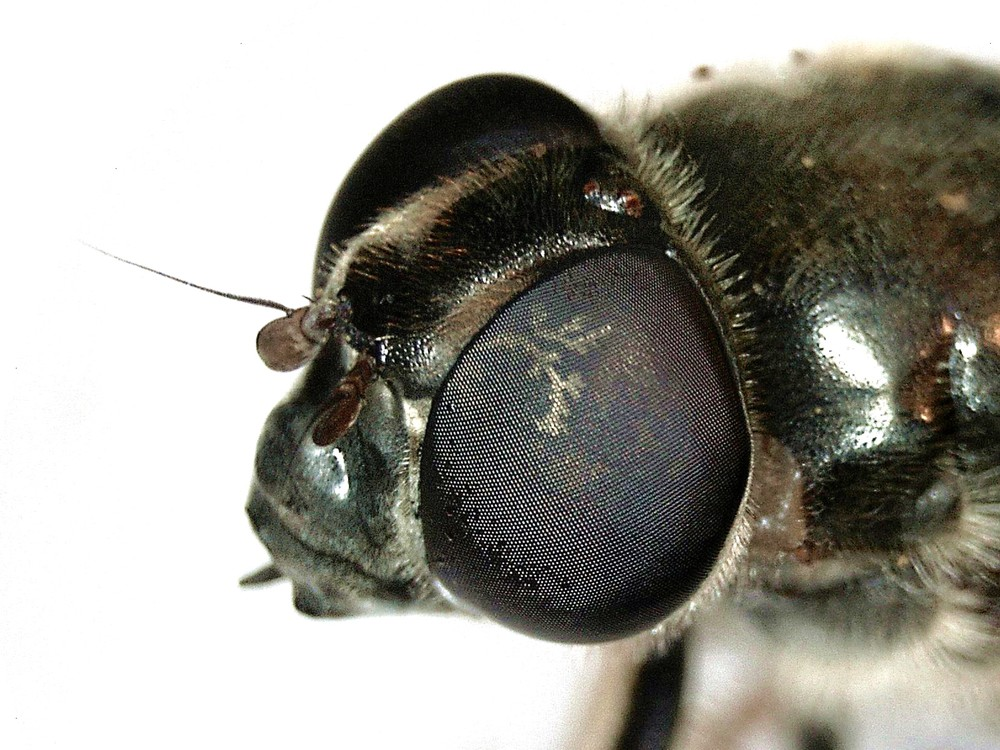
Tête d'une femelle C. canicularis (noter l'éloignement des yeux)
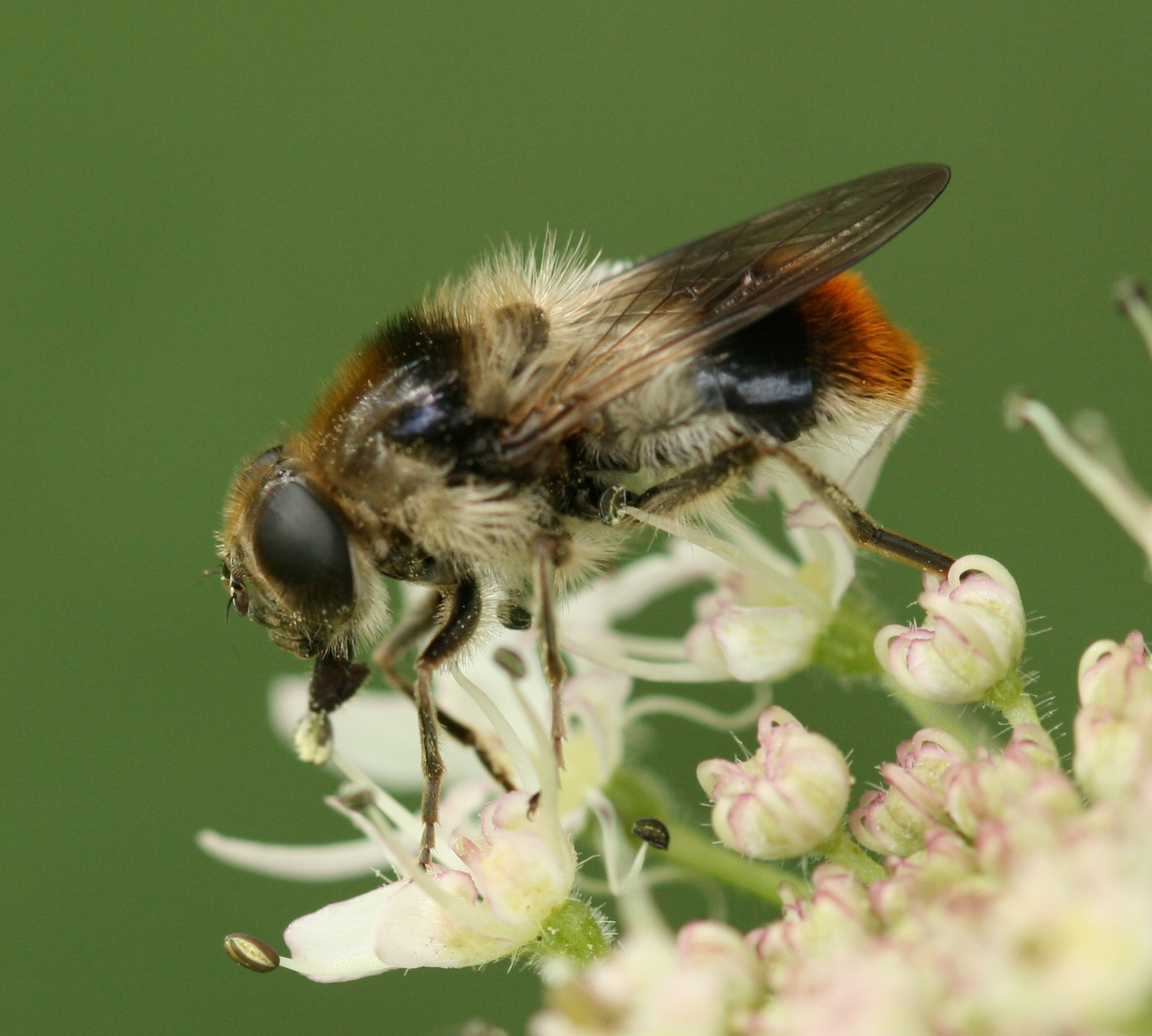
Cheilosia illustrata (femelle)
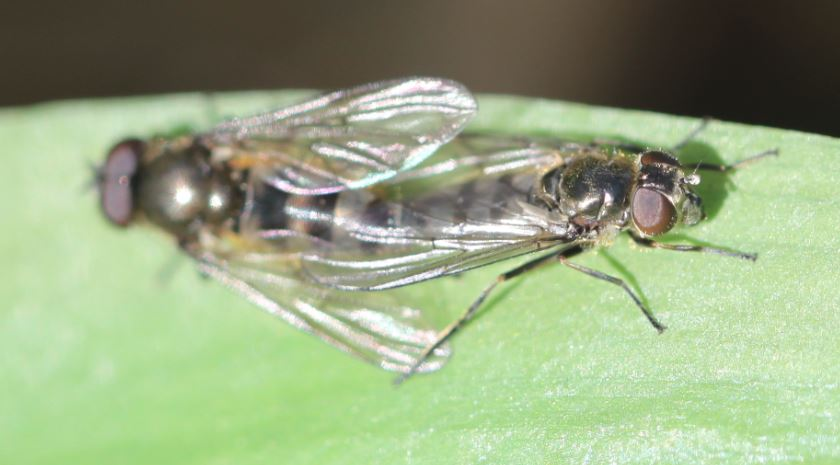
Accouplement de Cheilosia fasciata

## Biologie, écologie et répartition
Les imagos Chilosia se nourrissent du nectar des fleurs d'Astéracées, d'Apiacées et de Renonculacées, préférentiellement sur terrain humide où ils sont visibles de mars à septembre. Les larves sont généralement phytophages et se nourrissent des tiges et feuilles où elles se comportent en mineuses comme Cheilosia caerulescens qui apprécie les Joubarbes. Quelques-unes sont mycophages, à l'instar de Cheilosia scutellata qui apprécie certaines truffes. La majorité des espèces hiverne sous forme de pupe. 
De nombreuses espèces sont caractéristiques des régions septentrionales et alpines de l’hémisphère boréal et plus largement des régions montagneuses de l'hémisphère nord.

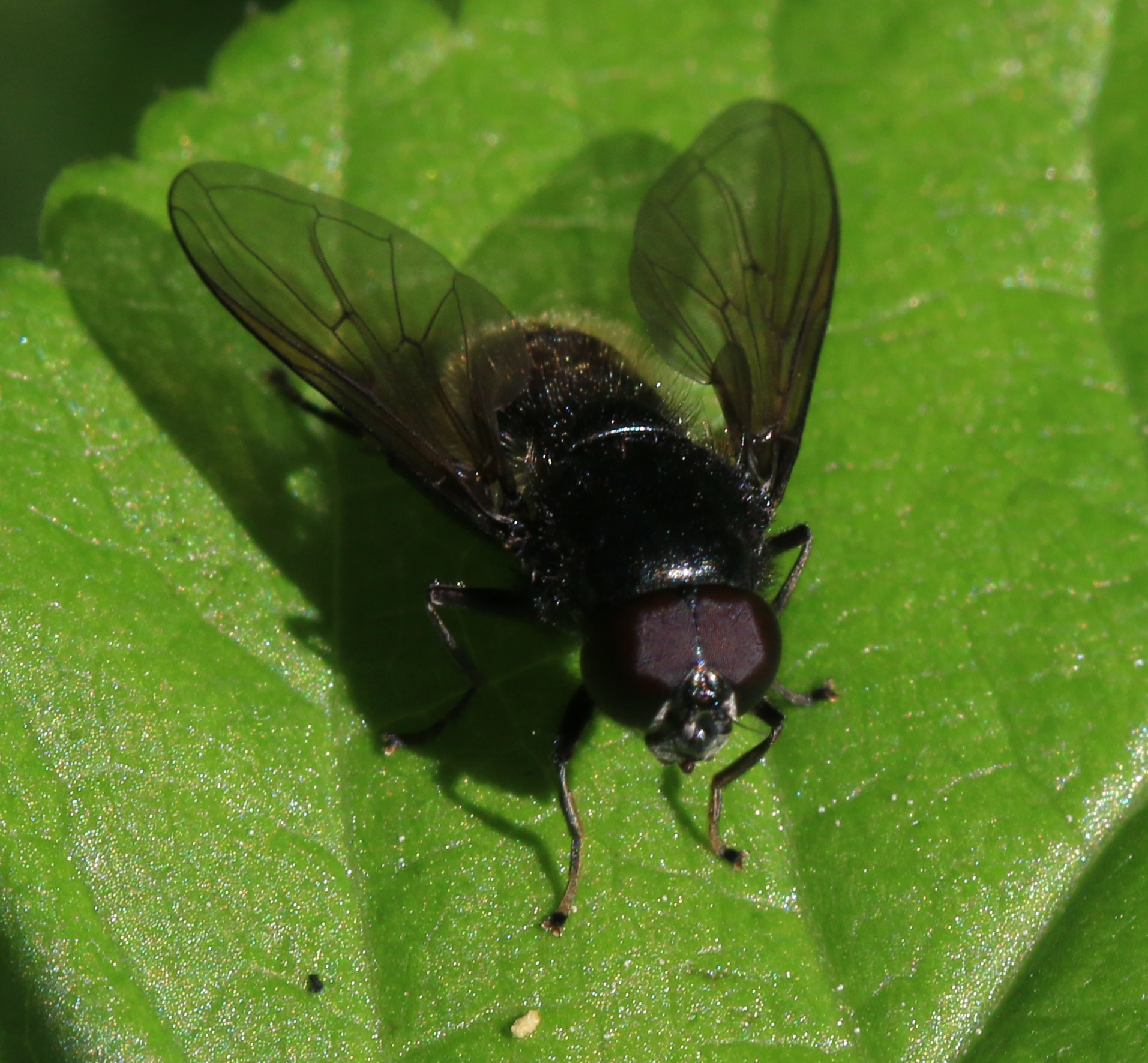
Cheilosia albitarsis (mâle)
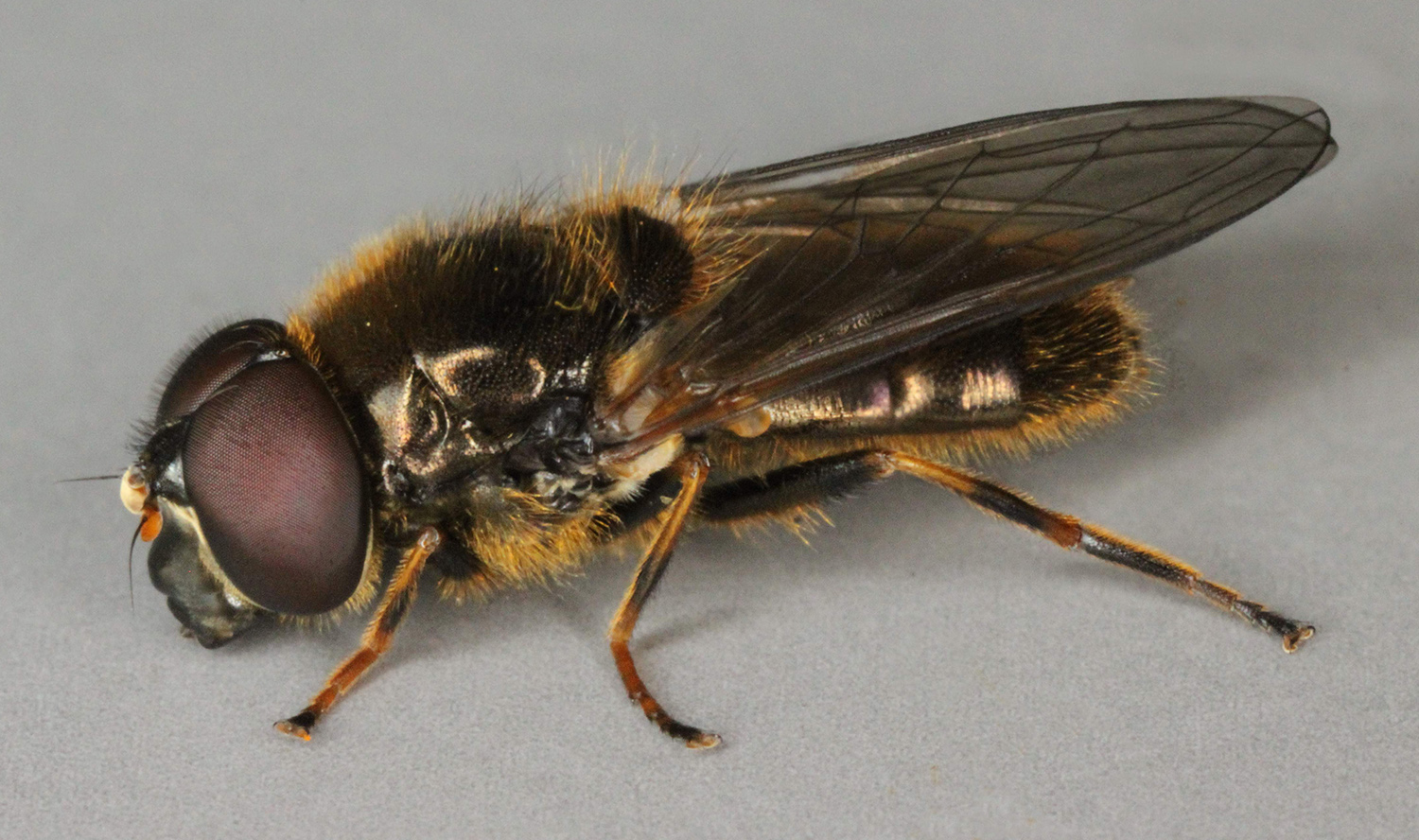
Cheilosia bergenstammi (mâle)
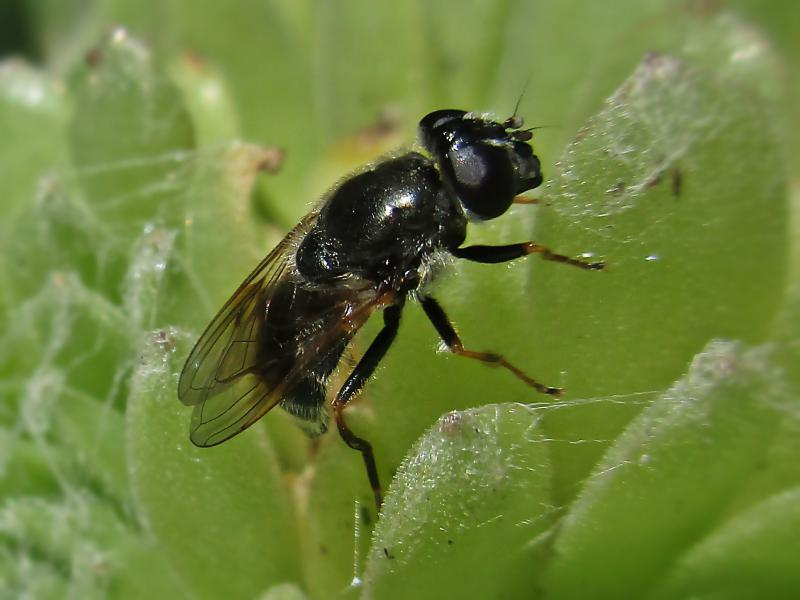
Cheilosia caerulescens (femelle)
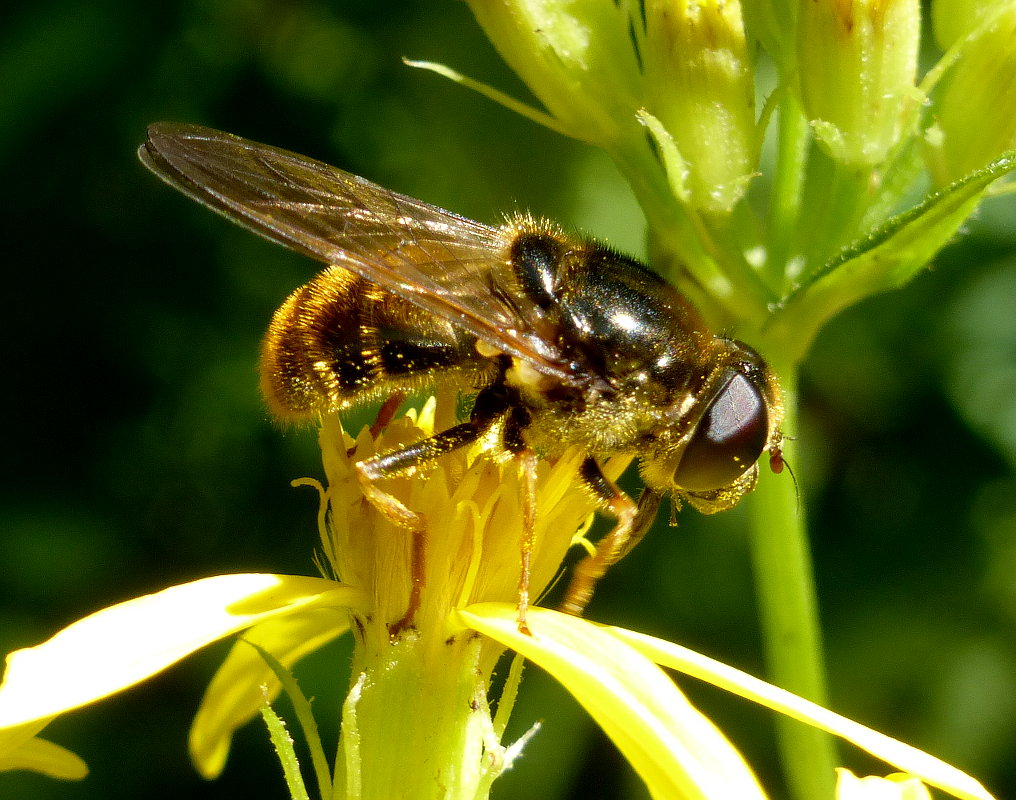
Cheilosia canicularis (femelle)
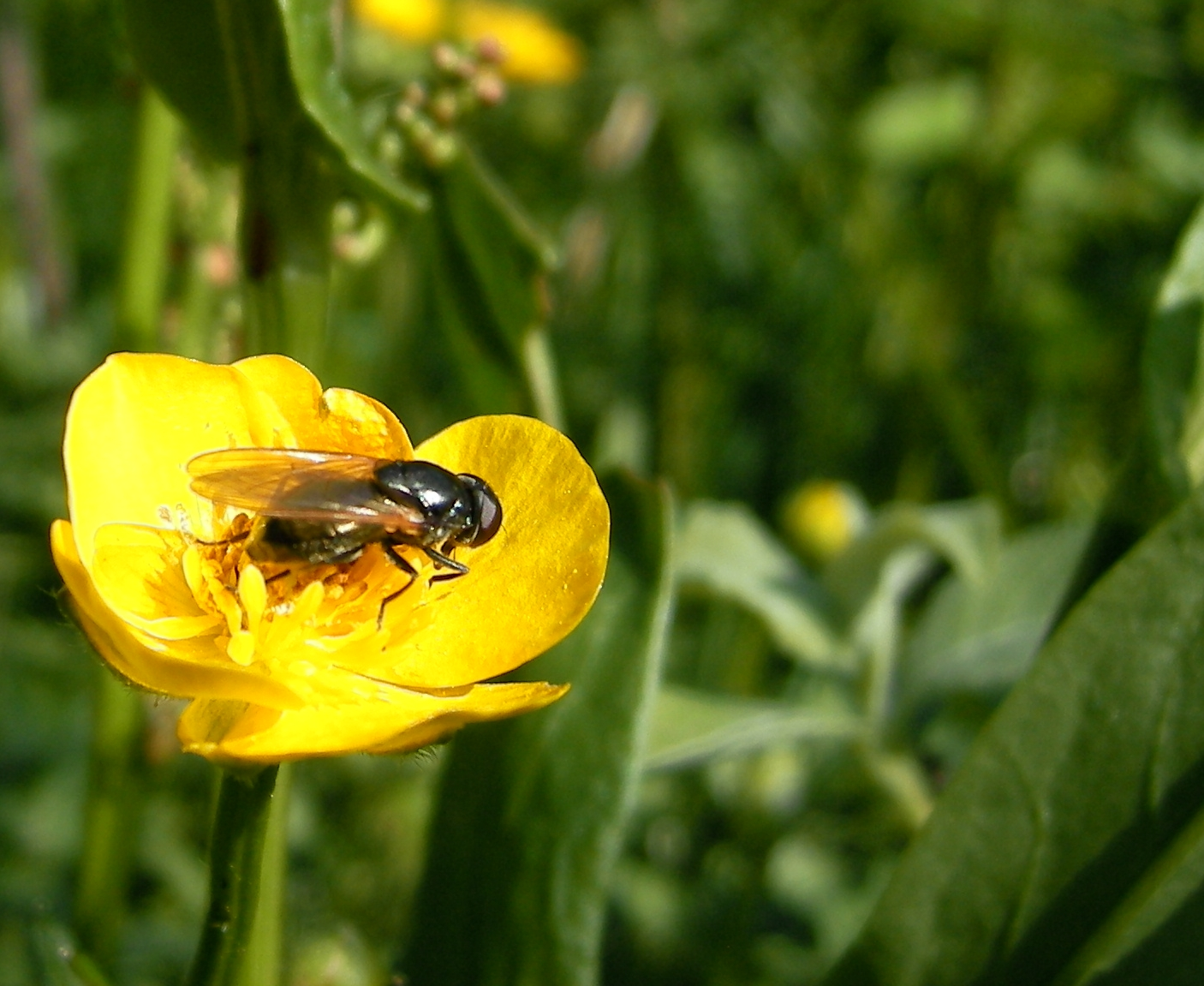
Cheilosia carbonaria
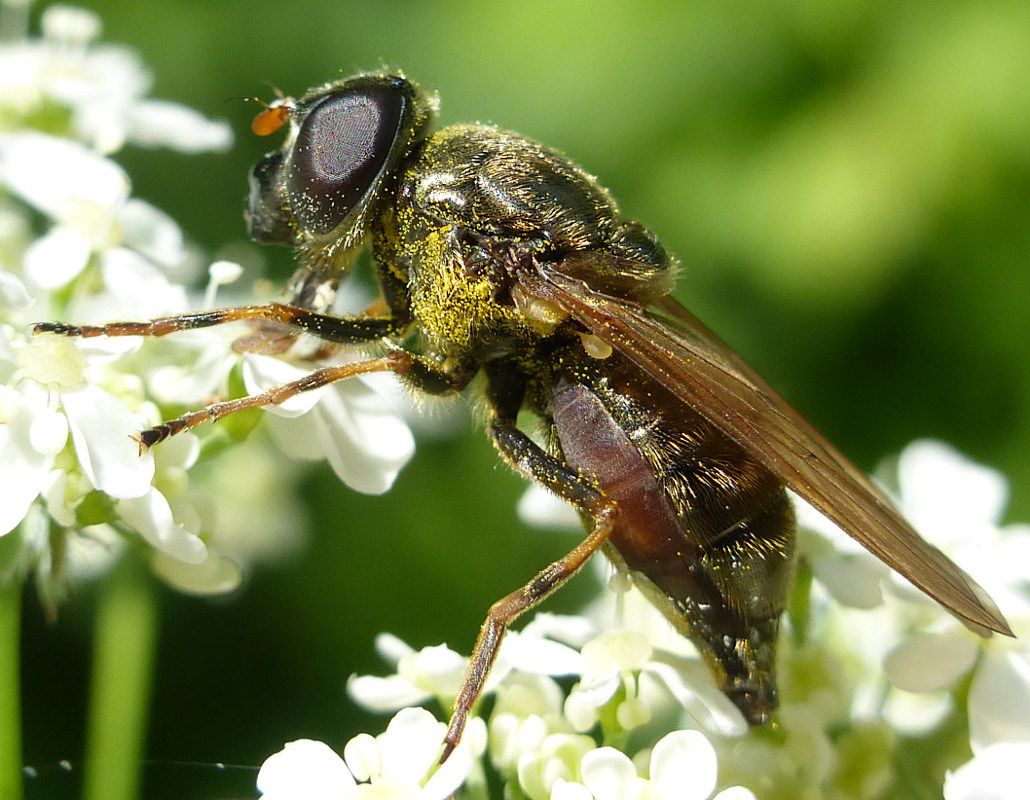
Cheilosia chloris (femelle)
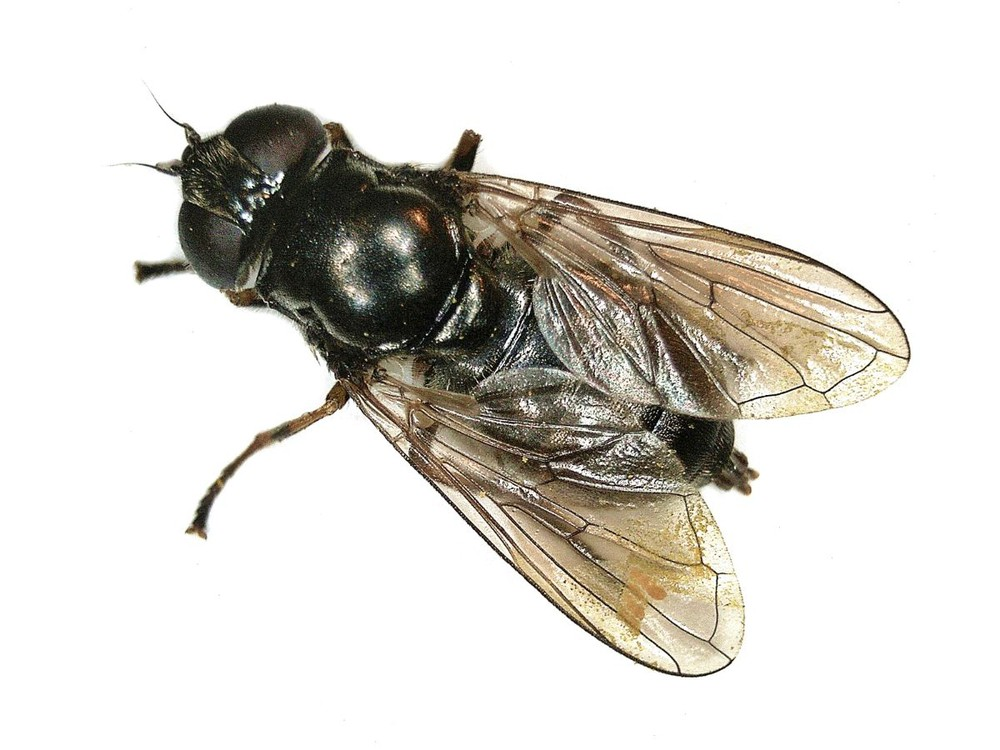
Cheilosia cynocephala
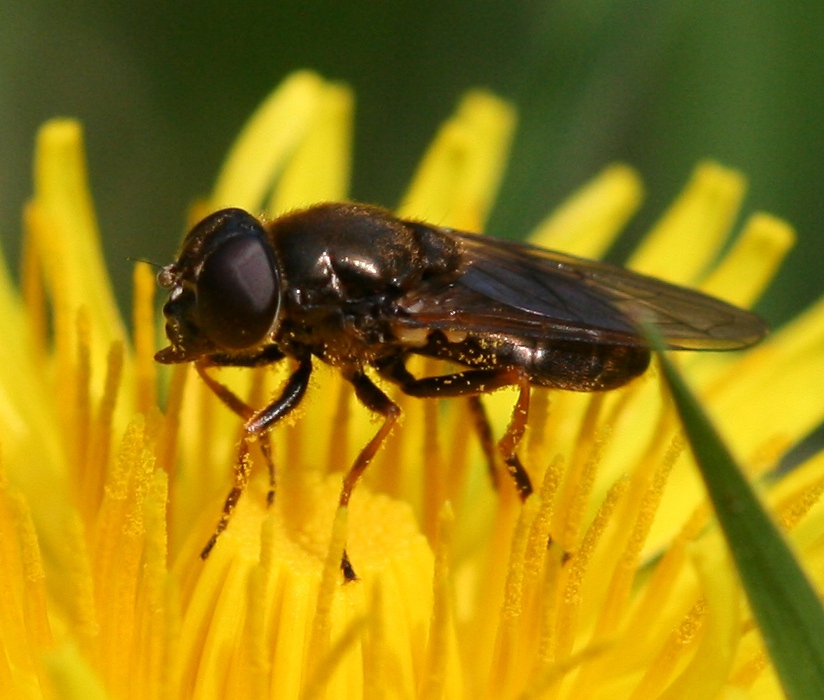
Cheilosia fraterna (femelle)
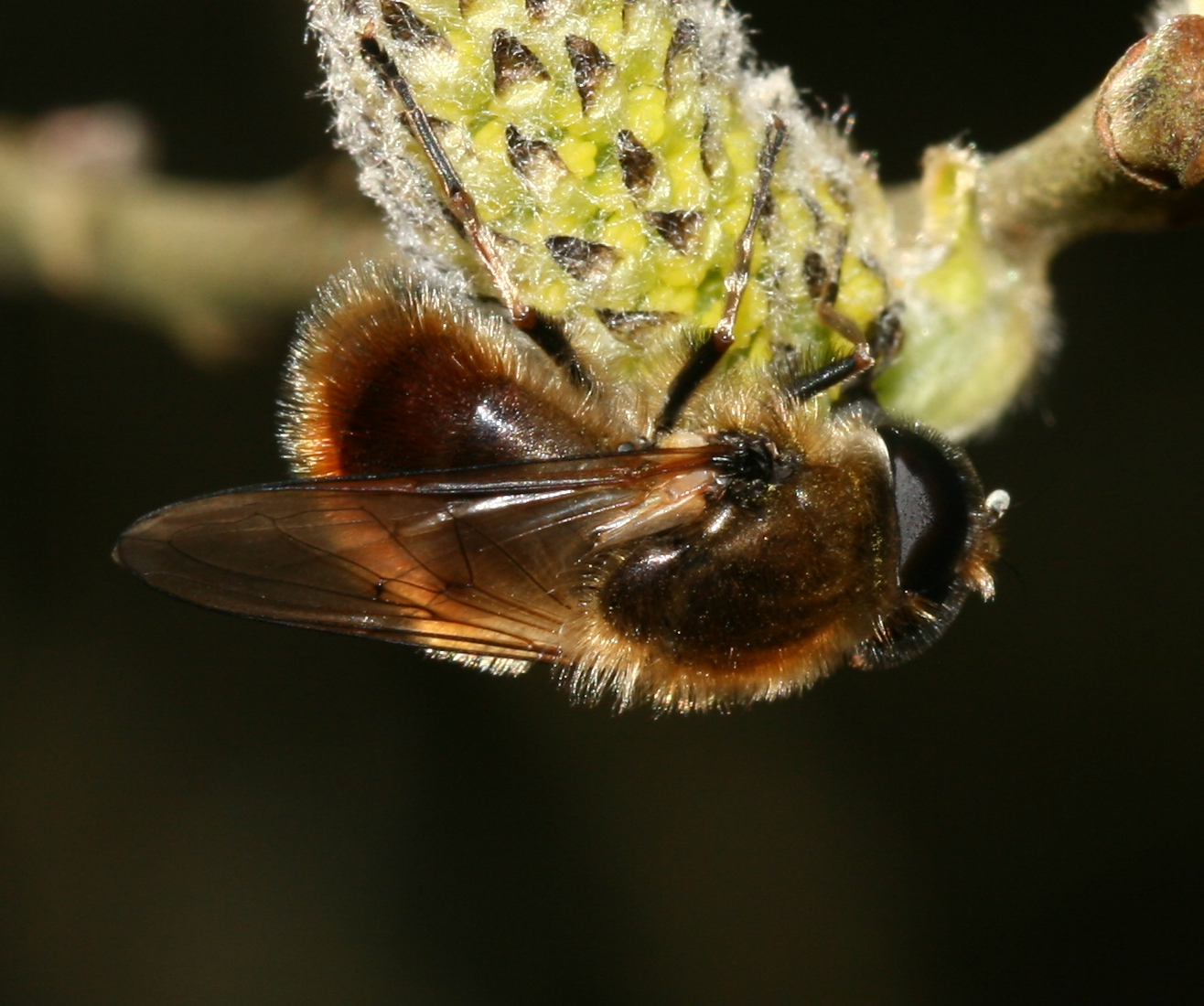
Cheilosia grossa (mâle)
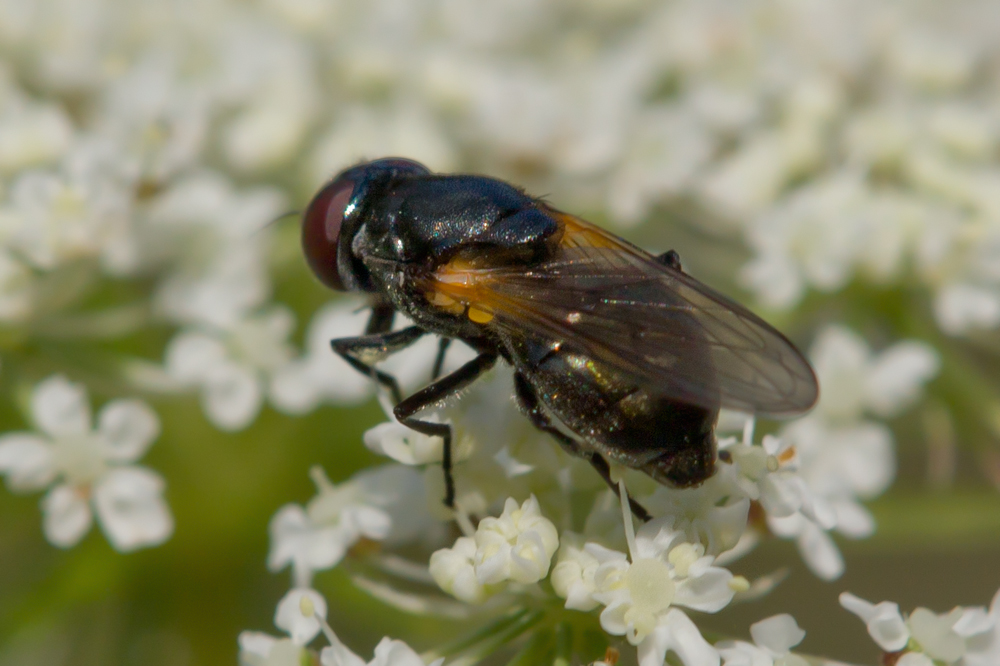
Cheilosia impressa
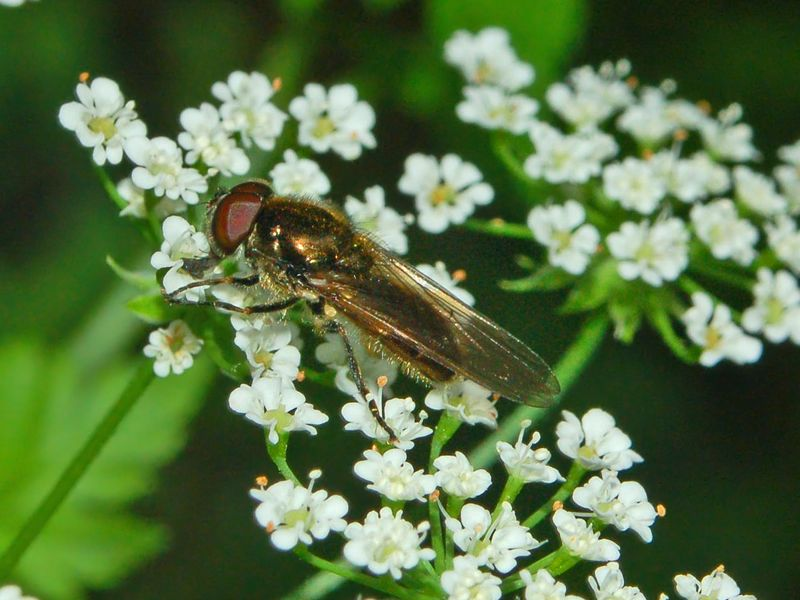
Cheilosia latifrons
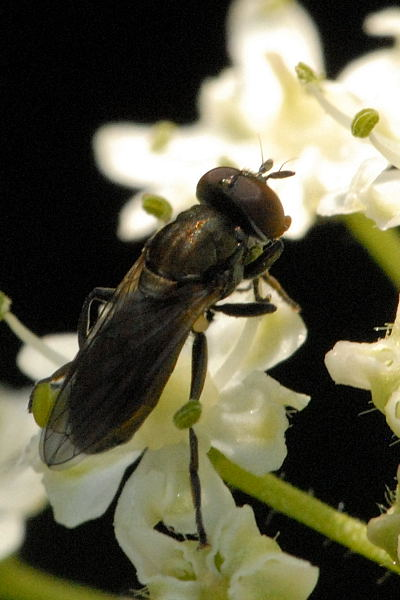
Cheilosia.mutabilis
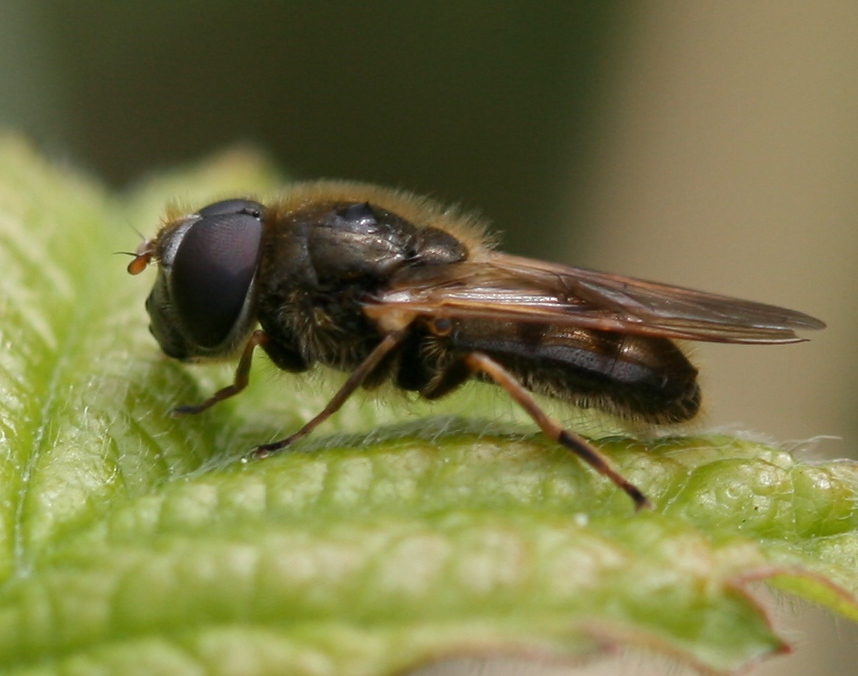
Cheilosia nebulosa (mâle)
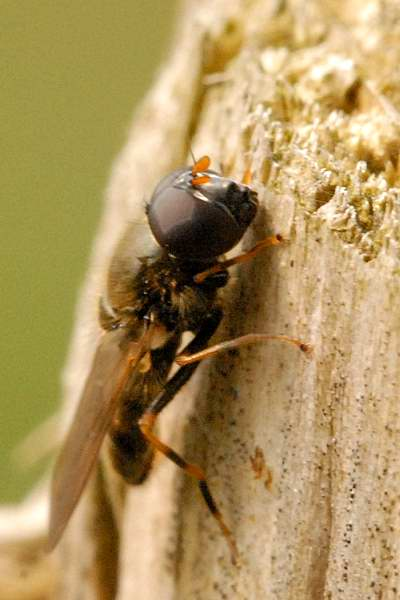
Cheilosia.pagana
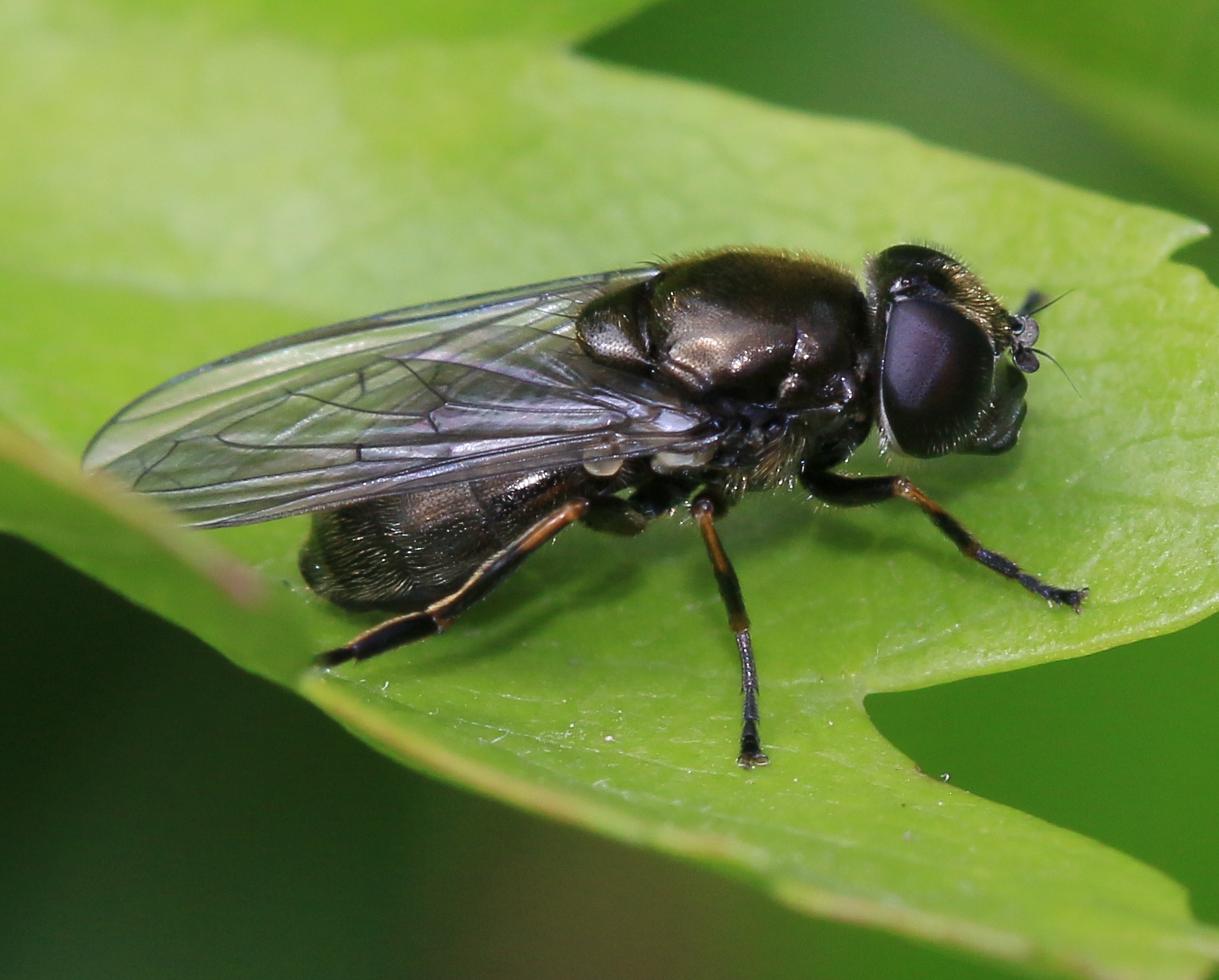
Cheilosia proxima
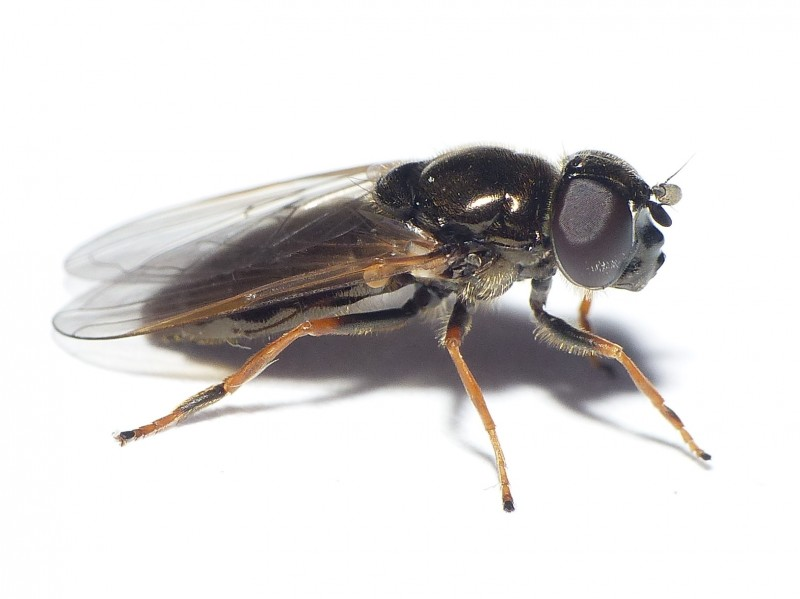
Cheilosia psilophthalma
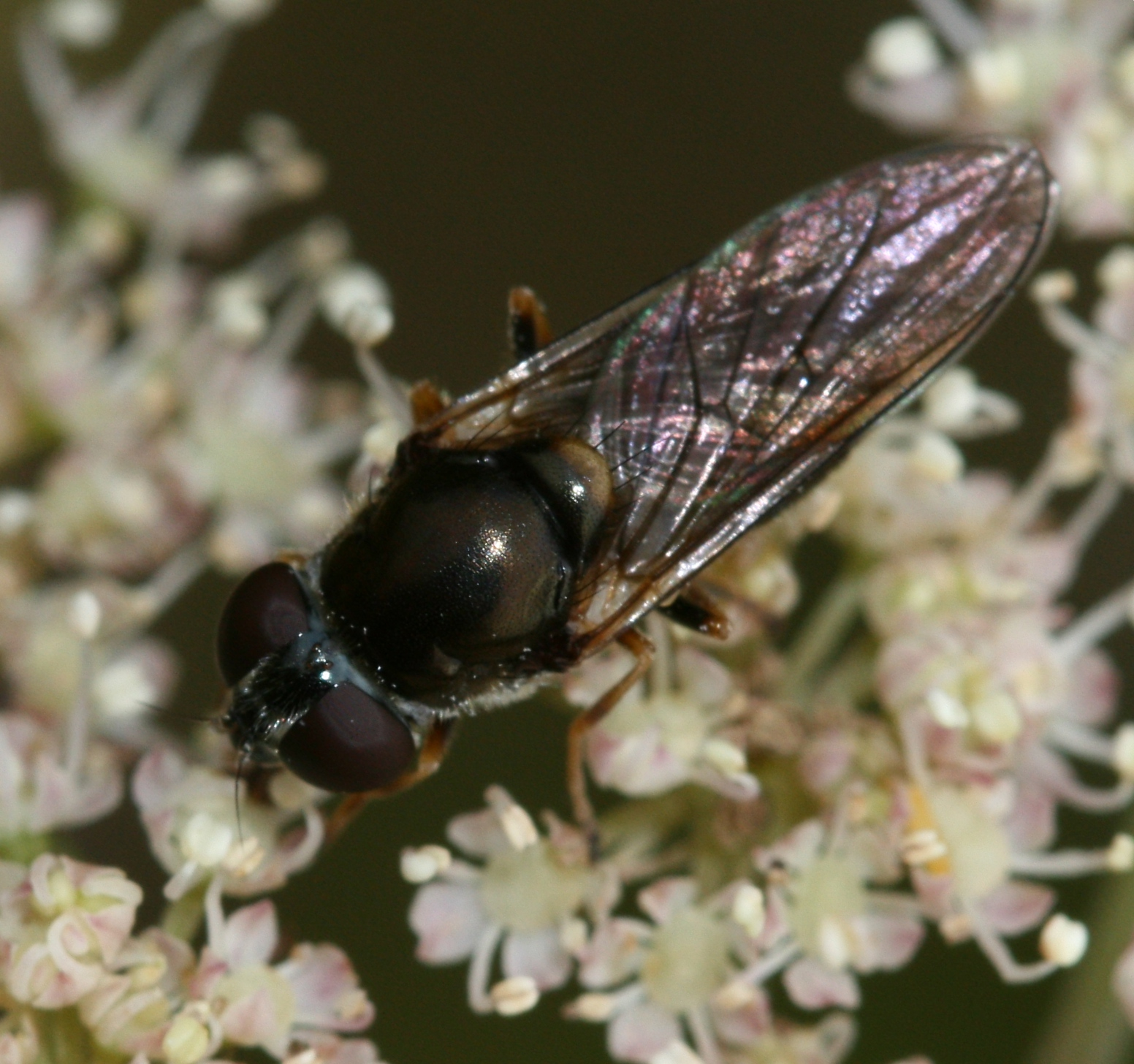
Cheilosia scutellata (femelle)
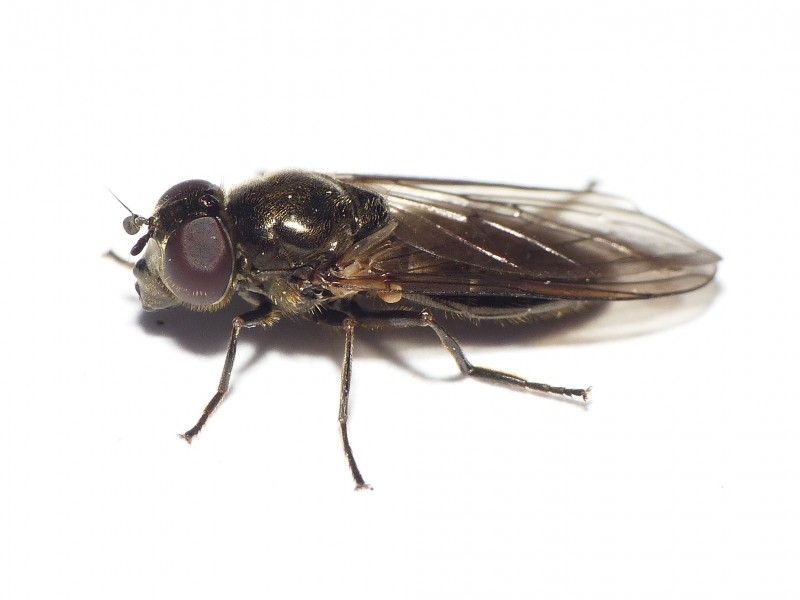
Cheilosia semifasciata (femelle)
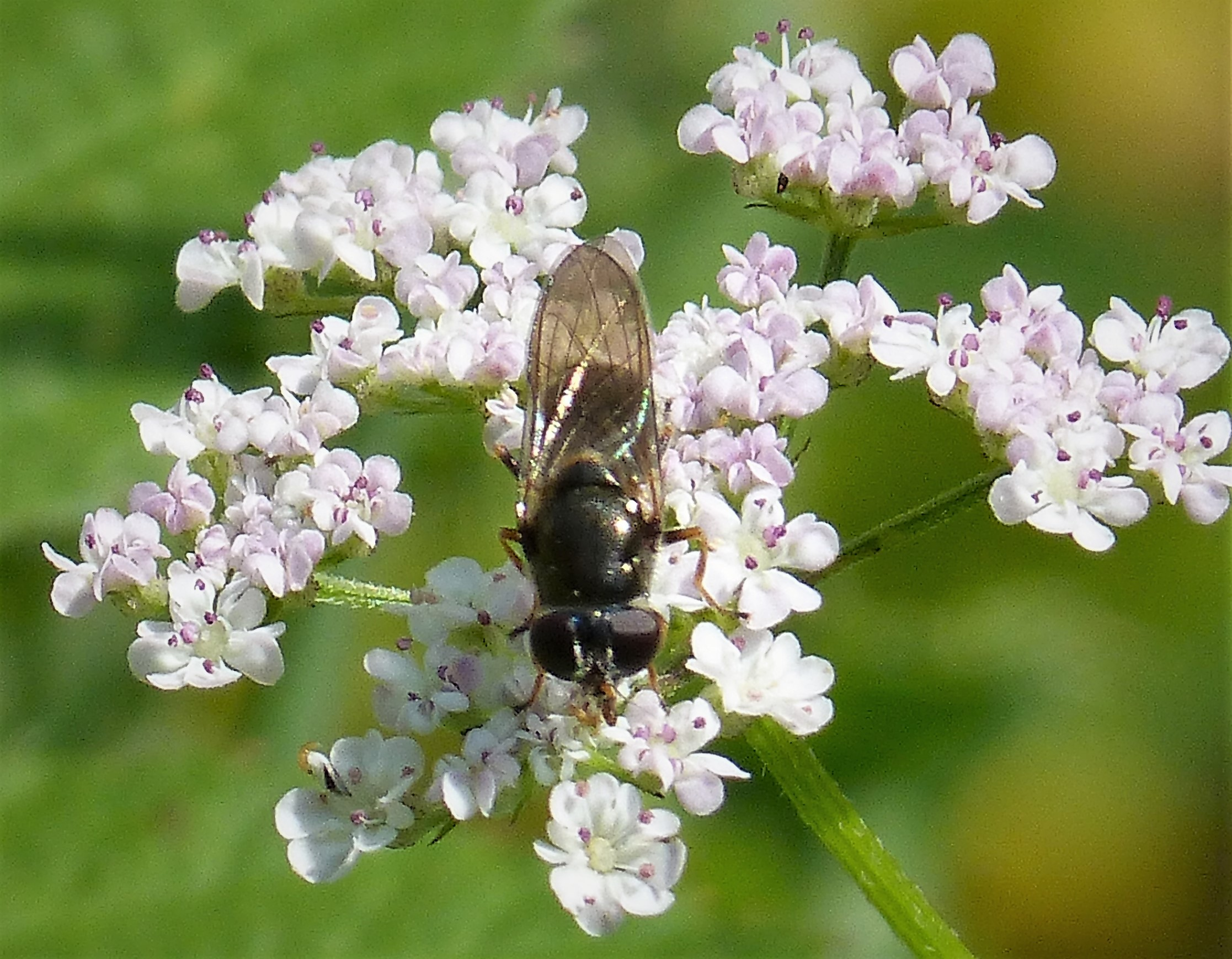
Cheilosia soror
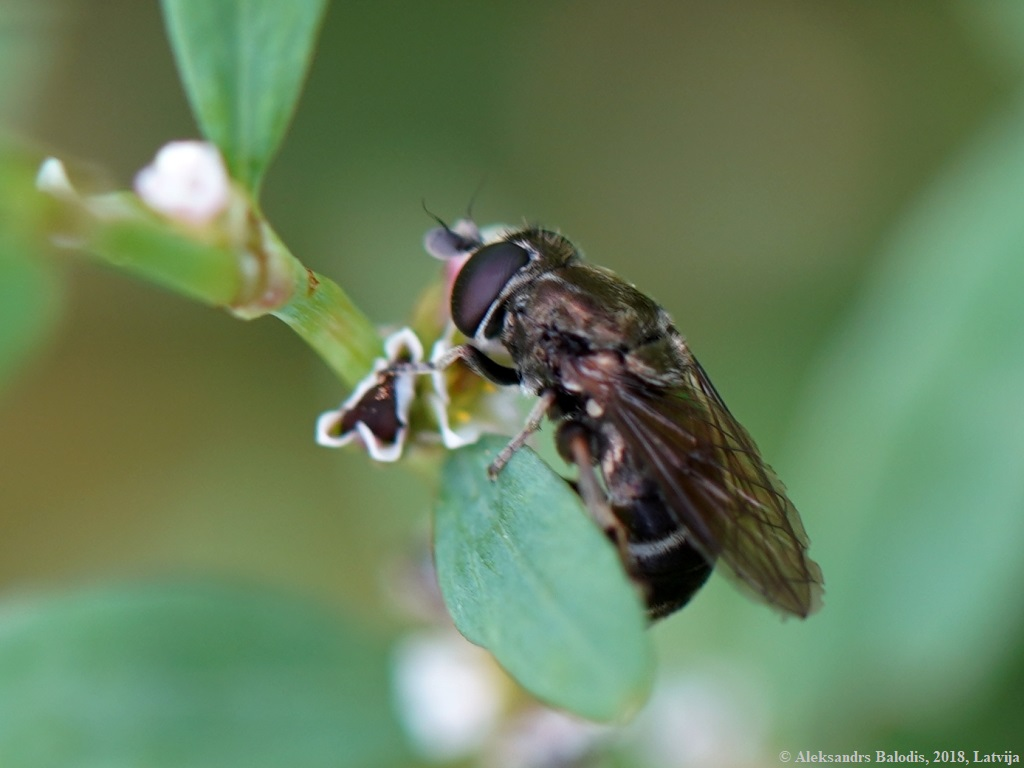
Cheilosia vulpina
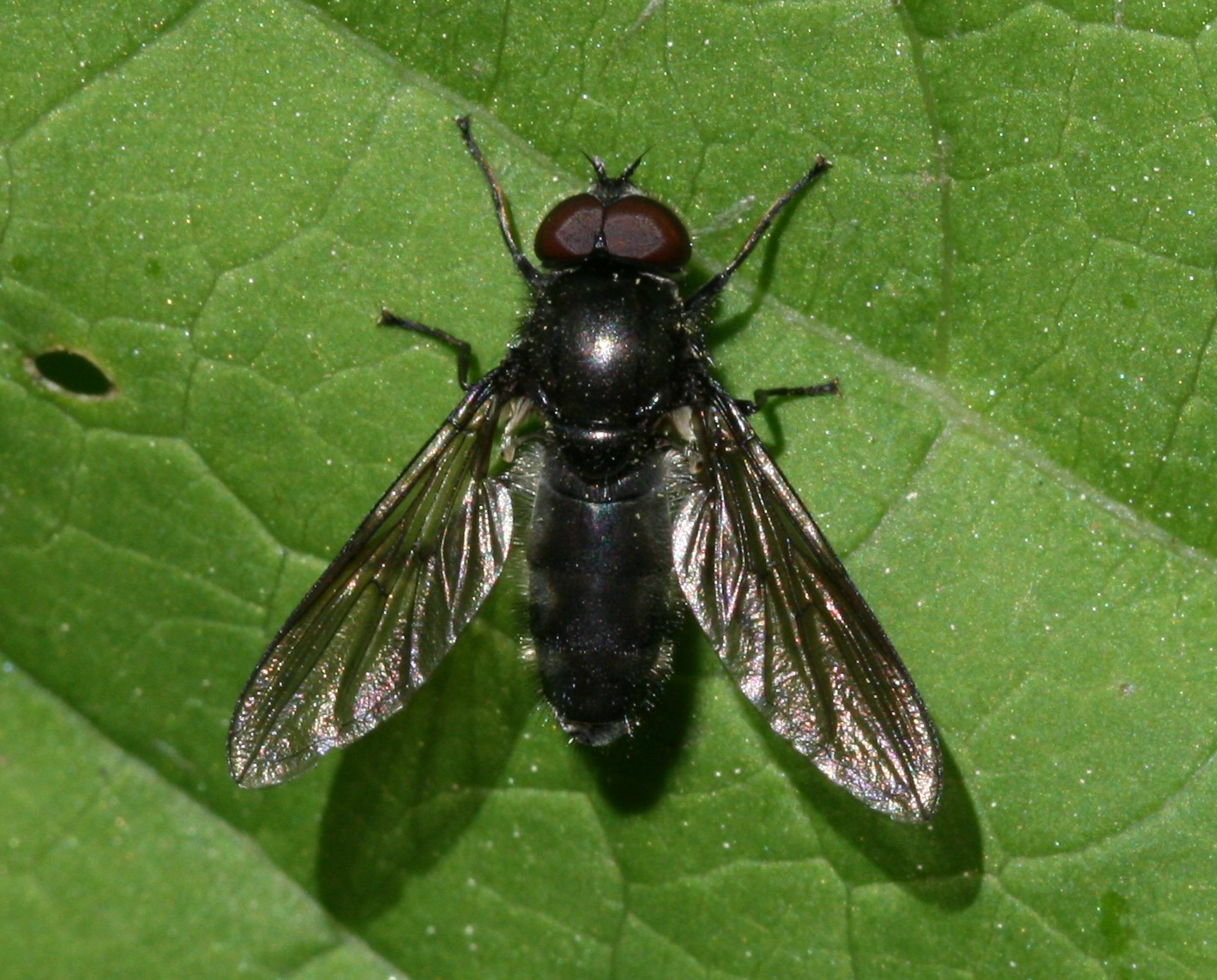
Cheilosia variabilis (mâle)
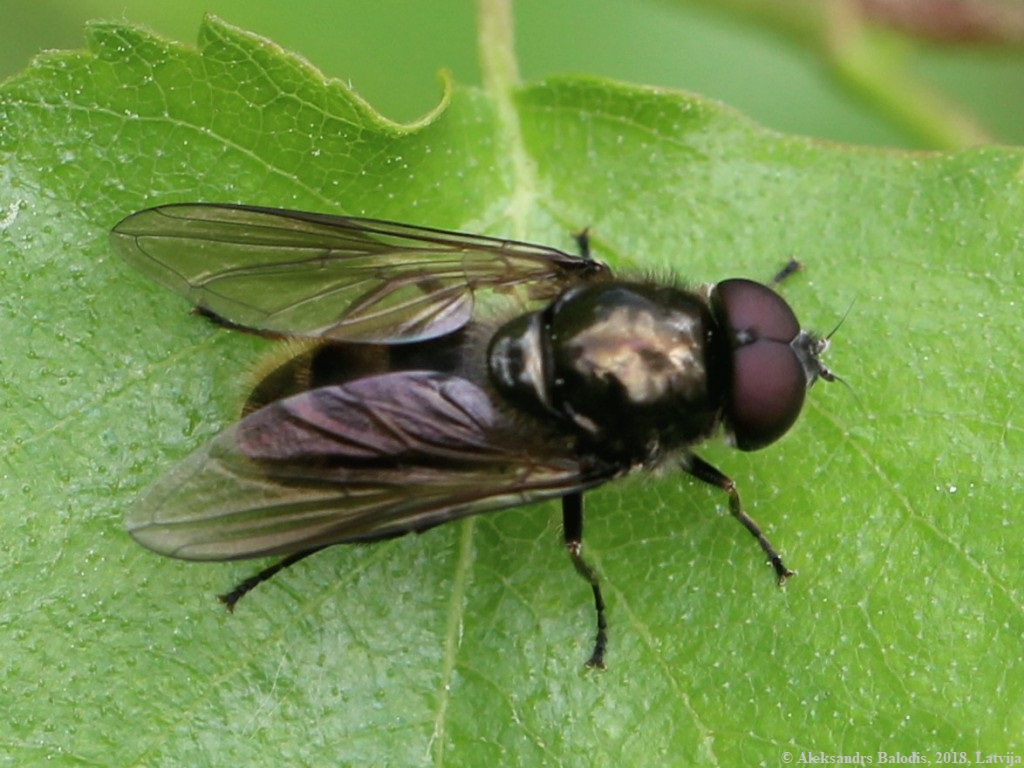
Cheilosia vernalis (mâle)
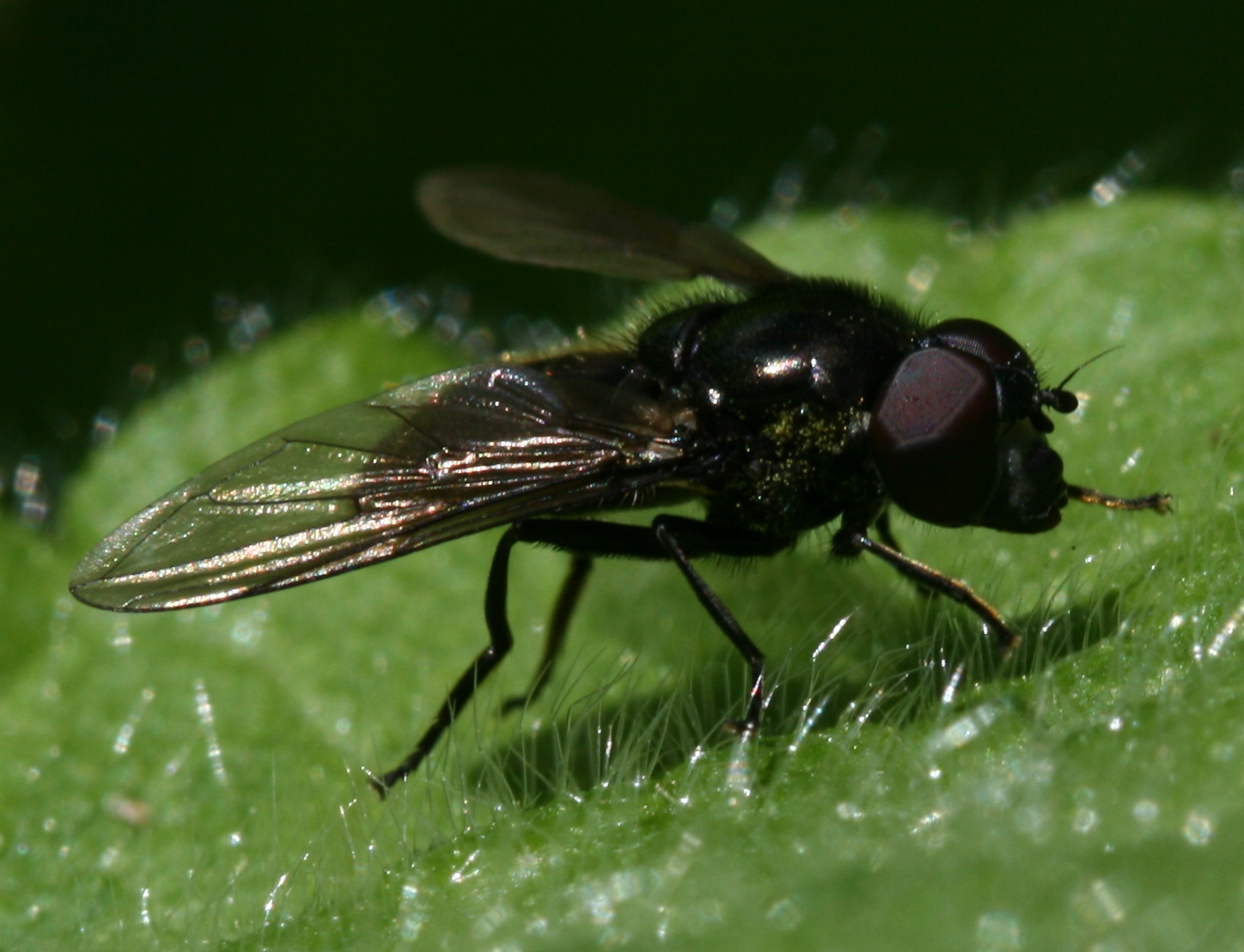
Cheilosia vicina